# Тьерри, Шарль де
Барон Шарль Филипп Ипполит де Тьерри (фр. Charles Philippe Hippolyte, baron de Thierry 23 апреля 1793 года, Граве — 8 июля 1864 года, Окленд) — британский авантюрист французского происхождения, провозгласивший себя королём Новой Зеландии.

## Биография
Семья барона де Тьерри бежала в Англию из Франции во времена Великой французской революции. Шарль Филипп Ипполит учился в колледже Магдален в Оксфорде, затем переведен в колледж Кембриджского университета. Там в 1821 году он встретил Хонги Хику, вождя племени Нгапухи, который посещал миссионера Томаса Кендалла в Англии. Затем де Тьерри выступил посредником в продаже 40 000 акров земли (16 000 гектаров) принадлежавших вождю. Земля была куплена им за 500 мушкетов, порох и пули, который де Тьерри отправил в Австралию. Хонги Хика получил оружие по возвращении в Сидней. Именно этот акт привел к началу кровопролитных мушкетных войн в Новой Зеландии, которые продолжалась до 1842 года.
Сам Тьери приобрел у вождя за 20 000 франков земли на заливе Островов и вдоль реки Хокьянга на Северном острове Новой Зеландии.
В 1824 году де Тьерри предложил план колонизации Новой Зеландии англичанам, затем голландскому правительству. Наконец он обратился к военно-морскому министру Франции и предложил ему создание французской колонии на землях купленных де Тьерри, при условии, что он будет назначен их губернатором. Французское правительство рассматривало этот проект, о чем говорит тот факт, что Франция апреле 1826 года отправила корабли под предводительством Жюля Дюмон-Дюрваля, чтобы проверить достоверность прав барона де Тьерри в Новой Зеландии. Однако потом проект де Тьерри был забыт.
В 1835 году де Тьерри решил посетить купленные им земли, при этом он объявил себя королем Новой Зеландии и отправился туда с женой и детьми, а также с адъютантом.
После путешествий по Северной Америке и Карибском бассейну де Тьерри прибыл в 1835 году на Маркизские острoва. На Маркизских островах он объявил себя королем местных народов и «аннексировал» для своего королевства остров Нуку-Хива. К 1837 году де Тьерри добрался до Сиднея, где он нанял некоторых колонистов, для управления в его новозеландских владениях.
Прибыв в Новую Зеландию, де Тьерри предъявил права на землю местным вождям маори. Вожди Тамати Вака Нене и Эрура Майхи Патуон отклонили его требования, но разрешили Тьерри поселиться в Новой Зеландии.
Де Тьерри продолжал агитировать за создание французской колонии, но французские чиновники посчитали права барона Тьерри слишком хрупкими, а власть Англии в этом регионе слишком сильной.
Несмотря на его речи и воззвания, европейцы игнорировали де Тьерри, а маори открыто насмехались над ним и даже дали ему имя Dukanoa, что на языке маори означает — «король без земли».
После подписания Договора Вайтанги в 1840 году вопрос о создании французской колонии в Новой Зеландии был окончательно закрыт.
Чарльз Лавуд попытался назначить его консулом Франции в Новой Зеландии. В 1843 году во время аннексии Маркизских островов де Тьерри безрезультатно пытался отстоять свои права на эти территории и просил компенсацию за остров Нуку-Хива.
В 1850 году он уехал в Калифорнию, а затем провел несколько лет в Гонолулу, где работал французским консулом. По возвращении в Новую Зеландию в 1853 году Тьерри переехал в Окленд, где незадачливый король работал учителем фортепиано до своей внезапной смерти 8 июля 1864 года. Похоронен там же на кладбище на Симондс-стрит.